# Кенневик
Кенневик (англ. Kennewick) — город в юго-восточной части штата Вашингтон, США. Расположен на территории округа Бентон.

## География
Является частью городской агломерации Три-Ситис. Находится на правом берегу реки Колумбия, к югу от места впадения в неё реки Якима, напротив города Паско. Территория города составляет 73,45 км²; из них площадь суши — 69,75 км² и площадь открытых водных пространств — 3,70 км².
Климат — засушливый. Зимы — сравнительно холодные; лето — жаркое и сухое. Город получает менее 200 мм осадков в год. Самые влажные месяцы — ноябрь, декабрь и январь; самые засушливые — июль и август.

## Население
По данным переписи 2010 года население города составляет 73 917 человек; по оценкам на 1 апреля 2012 года оно насчитывает 75 160 человек.
По данным на 2010 год расовый состав города был представлен белыми американцами (78,5 %); азиатами (2,4 %); афроамериканцами (1,7 %); коренными американцами (0,8 %); населением островов Тихого океана (0,2 %); представителями других рас — 12,1 % и представителями двух и более рас — 4,3 %. Доля латиноамериканцев любой расы составляет 24,2 %.
Средний возраст населения — 32,6 лет. Доля лиц младше 18 лет составляет 28,2 %; доля лиц старше 65 лет — 10,9 %. 49,9 % населения города представляют мужчины и 50,1 % — женщины.
| 1950   | 1960   | 1970   | 1980   | 1990   | 2000   | 2010   |
| ------ | ------ | ------ | ------ | ------ | ------ | ------ |
| 10 126 | 14 244 | 15 212 | 34 397 | 42 155 | 54 693 | 73 917 |

Источники:

## Транспорт
Ближайший аэропорт — Три-Ситис, расположен в 3 км к северо-западу от соседнего города Паско.

## Города-побратимы
- Таоюань, Тайвань[5]